# Les Montets
Les Montets är en kommun i distriktet Broye i kantonen Fribourg, Schweiz. Kommunen skapades den 1 januari 2004 genom sammanslagningen av kommunerna Aumont, Frasses, Granges-de-Vesin och Montet. Les Montets hade 1 614 invånare (2023).